# 小行星1202
小行星1202（1202 Marina）是一颗围绕太阳公转的小行星。1931年9月13日，格利果利·N·諾伊明在克里米亚发现了此天体。
該小行星以1931年至1942年在普爾科沃天文台工作的瑪麗娜·達維多芙娜·拉夫羅娃-伯格（Marina Davydovna Lavrova-Berg）命名。
这颗小行星的绝对星等为307.9705721722037等。